# Эрк, Алексей Алоисович
Алексей Алоисович Эрк (род 23 декабря 1977, Киреевск, Тульская область) — российский государственный и политический деятель, глава муниципального образования (мэр) города Тулы с 26 сентября 2024 года.

## Биография
Кандидат медицинских наук, имеет высшую квалификационную категорию по специальности «стоматология общей практики». Главный внештатный стоматолог Тульской области.
В 2019 году занял пост министра здравоохранения Тульской области. В 2023 году возглавил Общественную палату Тульской области.
На первом заседании Тульской городской Думы 7-го созыва 26 сентября 2024 года был рассмотрен вопрос избрания Главы муниципального образования город Тула. На эту должность была выдвинута кандидатура Алексея Эрка. Кандидатура была поддержана единогласно всеми депутатами. Алексей Алоисович торжественно принял присягу. Символический ключ города-героя Тулы ему передала Ольга Слюсарева, исполнявшая полномочия Главы города Тулы с 2019 года по 20 сентября 2024 года.